# Cadagua Galdar
Il Cadagua Galdar è una squadra di pallamano maschile spagnola con sede a Gáldar.